# Vesuvius (Schiff, 1945)
Die USS Vesuvius (AE-15) war ein im Januar 1945 in Dienst gestelltes Munitionsschiff der United States Navy. Sie gehörte einer als Mount-Hood-Klasse bezeichneten Baureihe von acht Einheiten an und diente im Zweiten Weltkrieg, Koreakrieg sowie im Vietnamkrieg. Nach einer fast dreißigjährigen Dienstzeit erfolgte 1973 die Ausmusterung des vielfach ausgezeichneten Schiffes, das im Folgejahr abgewrackt wurde.

## Geschichte

### Entstehung

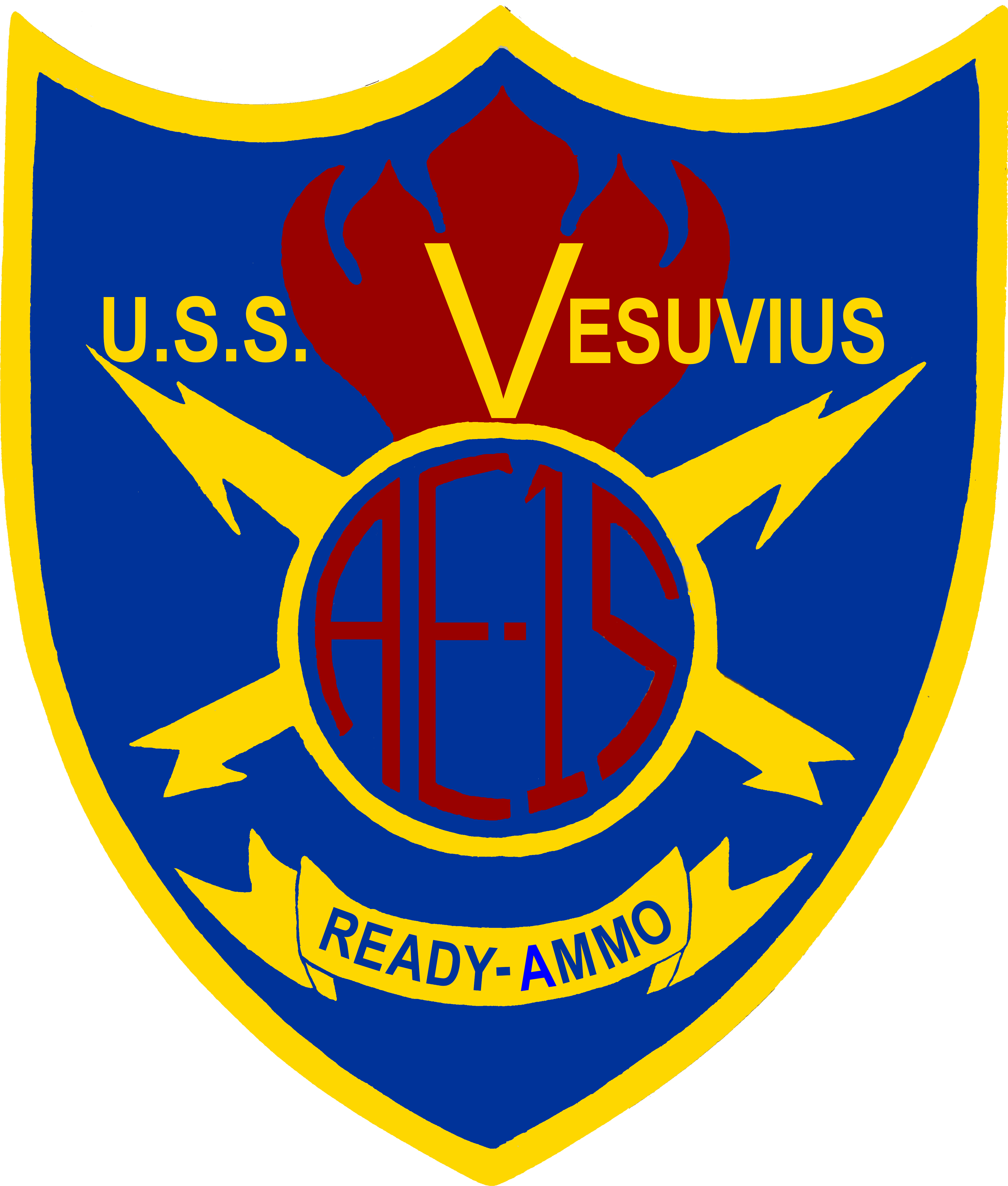
Insigne der USS Vesuvius

Die Vesuvius lief am 26. Mai 1944 in der Werft der North Carolina Shipbuilding Company in Wilmington vom Stapel. Die Indienststellung erfolgte am 16. Januar 1945 unter Commander Flavius J. George. Namensgeber des Schiffes ist der Vesuv. Zuvor trugen bereits drei Einheiten der United States Navy den Namen Vesuvius, der nach 1973 jedoch nicht mehr vergeben wurde.
Die Vesuvius gehörte der aus acht Schiffen bestehenden Mount-Hood-Klasse an, deren namensgebendes Typschiff Mount Hood durch seine Explosion im November 1944 Bekanntheit erlangte. Nach ihrer Ablieferung an die United States Navy brach die Vesuvius zu Erprobungsfahrten nach Brooklyn auf. Nach weiteren Testfahrten mit voller Besatzung vor Hampton Roads brach das Schiff am 17. Februar 1945 zu seinem ersten Einsatz auf.

### Zweiter Weltkrieg
Bei diesem ersten Einsatz transportierte die Vesuvius Munition von der Naval Weapons Station Earle in New Jersey nach Ulithi, wo sie am 5. April 1945 eintraf. Nach erneuter Beladung lief das Schiff am 10. April nach Okinawa auf und wurde Teil der Service Squadron 6 zur Versorgung der dortigen US-Kriegsschiffe mit Munition.
Im Juli 1945 gehörte die Vesuvius zur United States Third Fleet zur Versorgung während Angriffen vor Honshū. Am 2. August wurde sie in den Golf von Leyte verlegt. Dort erreichte das Schiff die Meldung über die Kapitulation Japans am 15. August. Es verblieb noch bis zum 28. Oktober im Golf von Leyte und kehrte anschließend in die Vereinigten Staaten zurück.
Nach Abladen der restlichen Fracht und bordeigenen Munition traf die Vesuvius am 7. Februar 1946 zur Deaktivierung in Orange (Texas) ein. Dort wurde sie am 20. August 1946 offiziell der Reserveflotte überstellt.

### Koreakrieg

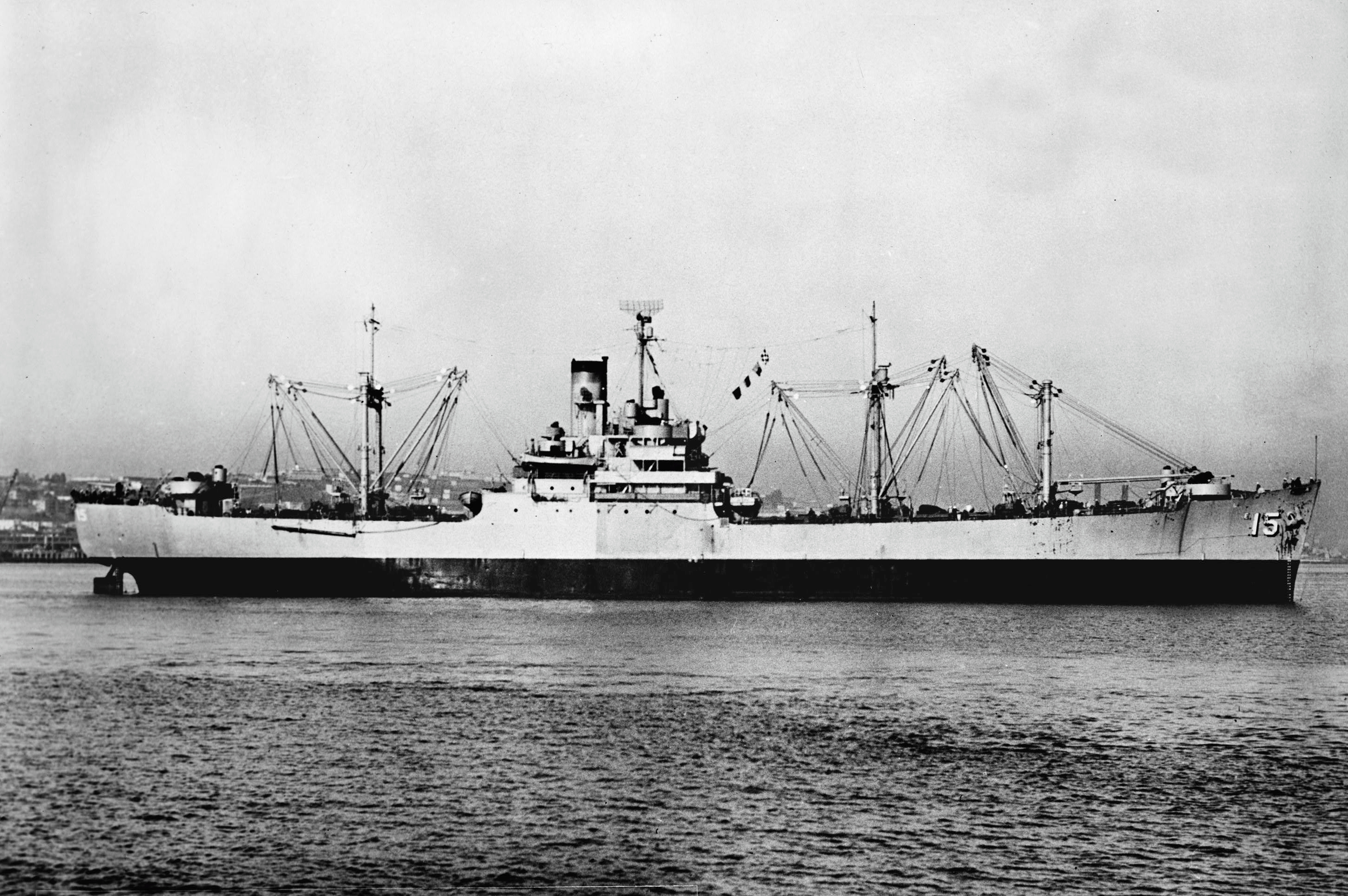
Die USS Vesuvius in der San Francisco Naval Shipyard, März 1953

Nach Ausbruch des Koreakriegs wurde die Vesuvius nach fünf Jahren Liegezeit am 15. November 1951 reaktiviert und brach nach Modernisierungsarbeiten samt Testfahrten am 7. Januar 1952 nach San Diego auf.
Am 22. März 1952 lief das Schiff nach Sasebo aus und versorgte von dort aus die Einheiten der Task Force 77 vor der koreanischen Ostküste. Der Einsatz dauerte bis zum 1. Dezember an.

### Als Teil der Pacific Fleet
In den folgenden Jahren war die Vesuvius bei insgesamt elf Einsätzen im westlichen Pazifik zur Versorgung der United States Seventh Fleet. Neben diesen Einsätzen absolvierte das Schiff unter anderem Besuche in Japan, Taiwan und Hongkong. So wurde es im Dezember 1963 das erste US-Schiff seit Kriegsende, das im Hafen von Komatsushima anlegte.

### Vietnamkrieg
Am 28. Februar 1965 traf die Vesuvius zu ihrem ersten Vietnam-Einsatz in der Subic-Bucht ein. Von dort aus versorgte sie Schiffe im ganzen Südchinesischen Meer. Mit Ausnahme eines einwöchigen Aufenthalts in Hongkong im Juli 1965 blieb der Versorger hierbei ununterbrochen im aktiven Einsatz, ehe er am 28. November in die Vereinigten Staaten zurückkehrte. Insgesamt wurden in diesem Zeitraum 182 US-Schiffe von der Vesuvius versorgt.
Nach einer Überholung in der Puget Sound Naval Shipyard wurde am 5. März 1966 während eines Übungseinsatzes auf dem Weg nach San Diego ein mehr als 60 Zentimeter (26 Inch) langer Riss im Rumpf des beladenen Schiffes entdeckt. Eine Weiterfahrt war hierdurch nicht möglich. Die explosive Fracht musste umständlich auf andere Munitionsschiffe verteilt werden, was insgesamt 21 Tage in Anspruch nahm. Am 28. April traf die Vesuvius in der Werft von Bethlehem Steel, wo Reparaturarbeiten durchgeführt wurden.
Weitere Einsätze in der Subic-Bucht zur Versorgung der US-Kriegsschiffe vor Vietnam erfolgten von Februar bis März 1968, von Juli 1968 bis Februar 1969, von Januar bis August 1971 und von Februar 1972 bis März 1973. Die restliche Dienstzeit verbrachte die Vesuvius mit Übungseinsätzen und Besuchen in verschiedenen Häfen. Sie wurde zwischenzeitlich auch zum Transport von herkömmlicher Fracht und Post sowie zur Beförderung von Passagieren genutzt. 1969 und 1970 befand sich das Schiff zudem zur Versorgung im Golf von Tonkin und somit in unmittelbarer Nähe zur vietnamesischen Küste.

### Ausmusterung und Verschrottung
Am 3. März 1973 kehrte die Vesuvius von ihrem letzten aktiven Einsatz zurück, bei dem sie insgesamt 35.000 Tonnen Munition auf andere US-Schiffe transferierte. Eine von April bis Juli geplante Überholung des Schiffes wurde verworfen, stattdessen entschied sich die United States Navy zur Ausmusterung des 28 Jahre alten Veteranen. Am 14. August 1973 folgte die offizielle Außerdienststellung und die Streichung aus dem Naval Vessel Register.
Nachdem die Vesuvius noch einige Zeit als Übungsziel für andere Schiffe gedient hatte, wurde sie im Mai 1974 zum Abbruch nach San Francisco verkauft.

## Auszeichnungen
Die Vesuvius nahm in ihrer 28-jährigen Dienstzeit an mehreren Kriegseinsätzen teil und erhielt hierfür folgende Auszeichnungen:
- Navy Unit Commendation
- Navy Meritorious Unit Commendation
- Asiatic-Pacific Campaign Medal (x2)
- World War II Victory Medal
- Navy Occupation Service Medal
- National Defense Service Medal (×2)
- Korean Service Medal (x2)
- Armed Forces Expeditionary Medal (×6)
- Vietnam Service Medal (13 Battle Stars)